# Lavandula canariensis
A Lavandula canariensis az ajakosvirágúak (Lamiales) rendjébe, ezen belül az árvacsalánfélék (Lamiaceae) családjába tartozó faj.

## Előfordulása
A Lavandula canariensis eredeti előfordulási területe a Kanári-szigetek, azonban manapság sokfelé termesztik.

## Alfajai
- Lavandula canariensis subsp. canariae – Gran Canaria szigetén
- Lavandula canariensis subsp. canariensis – Tenerife szigetén
- Lavandula canariensis subsp. fuerteventurae – Fuerteventura szigetén
- Lavandula canariensis subsp. gomerensis – La Gomera szigetén
- Lavandula canariensis subsp. hierrensis – Hierro szigetén
- Lavandula canariensis subsp. lancerottensis – Lanzarote szigetén
- Lavandula canariensis subsp. palmensis – La Palma szigetén; szin: Lavandula abrotanoides var. rotundata Bolle

## Megjelenése
Évelő örökzöld növény, mely körülbelül 60-90 centiméter magasra nő meg. A virágainak a színezete a kéktől az ibolyaszínűig változik; erős, de kellemes illatot áraszt. A megporzását a méhek és a lepkék végzik.

## Életmódja
Az erős napsütést kedveli. A szárazságot jól tűri és nem igényel sok vizet. A legelő állatok sem tesznek nagy kárt benne; rágásaikat hamar kiheveri.

## Képek

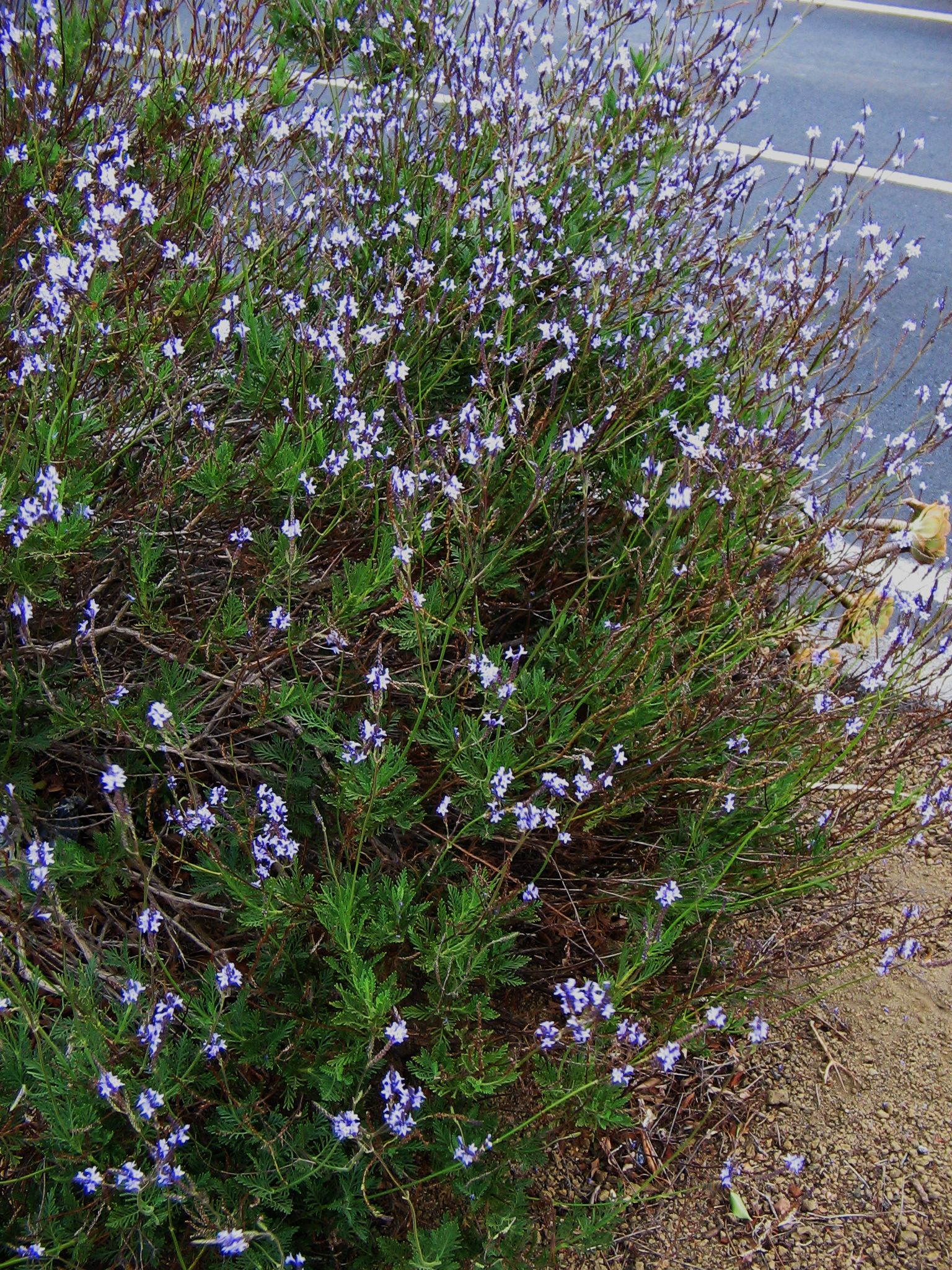
A növény telepe
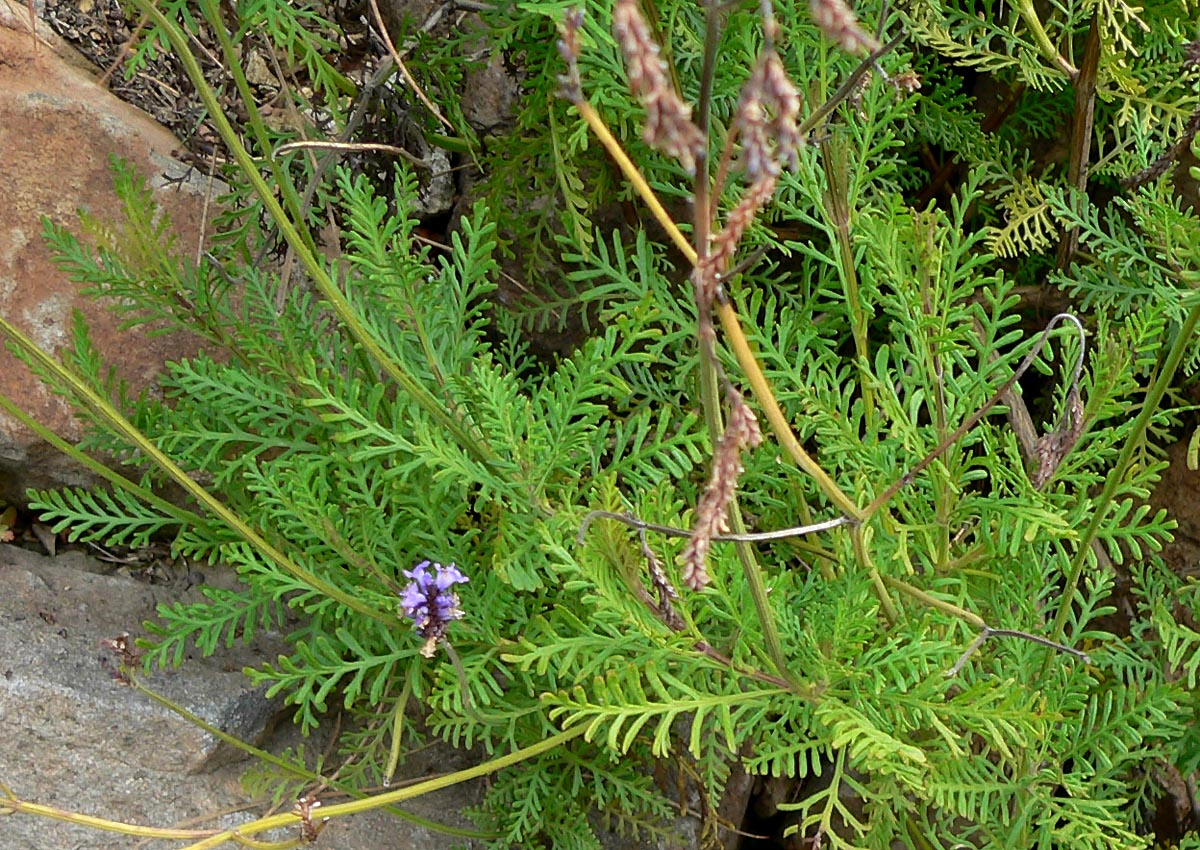
Levelei
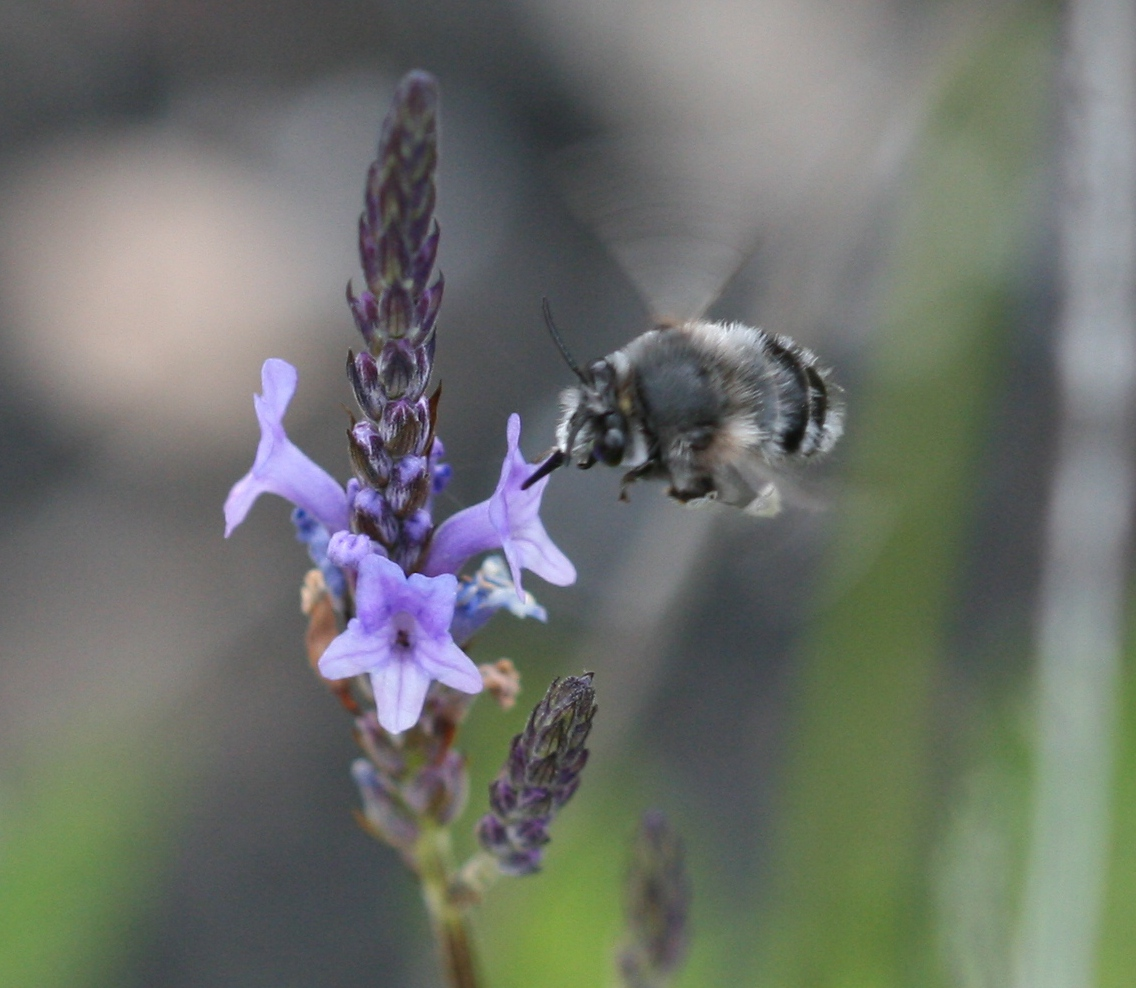
Virágai